# 奧斯汀犁頭鰩
奧斯汀犁頭鰩（學名：Rhinobatos austini），又稱奧斯汀琵琶鱝，為軟骨魚綱犁頭鰩目犁頭鰩科犁頭鰩屬的其中一種，分布於西印度洋南非夸祖魯-納塔爾省南部至莫三比克中部巴札魯托島北部海域，深度40至90公尺，本魚體延長而平扁，吻寬短而呈三角形，背面沒有明顯的刺或小結節且有不同大小的斑點成對出現，顏色圖案各異，有些斑點形成背部較暗的橫帶，腹面顏色大多為白色，上顎牙齒數量約83–93，體長可達115公分，棲息於沿海海域，為底棲性魚類，肉食性，卵胎生，生活習性不明。